# Bacanje koplja
Bacanje koplja je športska disciplina u kojoj atletičari zaletom i specifičnim kretanjima pri izbačaju nastoje baciti koplje što dalje. Šport datira još iz stare Grčke, a sastavni je dio od prvih olimpijskih igara pa sve do danas. Kako bi se razvio maksimalni potencijal bacač mora imati kombinaciju brzine, snage, koordinacije i fleksibilnosti. 

## Pravila
Koplje se baca s određenog zaletišta dugog od 33,50 do 36,50 metara. Bacanje se izvodi iza drvenog ili metalnog polukruga polumjera 8 metara. Segment je bijelo obojen u nivou zemljišta, širom 7 cm. Koplje se mora držati za hvatište. Ako koplje ne dotakne zemlju najprije prednjim vrhom, hitac se ne priznaje. Natjecatelj ne smije ni jednim dijelom tijela dodirnuti polukrug za izbačaj ili paralelne linije koje obilježuju zaletište prije nego što koplje padne na tlo. Od trenutka u kojem se počinje spremati za bacanje do trenutka izbačaja koplja, bacač se ne smije potpuno okrenuti leđima polukrugu za izbačaj. Koplje mora biti izbačeno iznad ramena i/ili iznad gornjeg dijela ruke kojom se baca, a ne smije biti izbačeno bilo kakvim rotacijskim pokretom.
Svaki natjecatelj ima pravo na tri pokušaja, osmorica (na manjim natjecanjima šestorica) imaju pravo na još tri pokušaja. Nijedan natjecatelj nema pravo na dodatne pokušaje, ako u prva tri pokušaja nema barem jedan uspjeli pokušaj. Težina koplja za muškarce je 800 grama, a dužina varira od 260 cm do 270 cm, dok dužina koplja za žene iznosi od 220 cm do 230 cm, a težina je 600 grama. Kada je 1984. Uwe Hohn u Berlinu šokirao javnost hicem preko 100 metara (104,80), iz sigurnosnih razloga službenici su odlučili da se težište koplja pomakne naprijed (prema vrhu), što je omogućilo da koplje uvijek pada na vrh. Novi propis stupio je na snagu u muškoj konkurenciji 1986. godine, a u ženskoj 1999.

## Tehnika bacanja koplja
Važna komponenta dobrog bacanja hica je zalet koji ima od 30% do 40% učinka. Glavni cilj zaleta je postići maksimalnu kontroliranu brzinu trčanja uoči samog bacanja. S povećanjem brzine zaleta, bacaču će sve teže biti pravilno se postaviti tijekom prestizanja sprave i križnih koraka. Najbolji zalet je s laganim početkom, zatim postupnim ubrzanjem te postizanjem maksimalne brzine tijekom "ukopavanja" stopala i početka izbačaja. Dužina zaleta iznosi od 8 do 15 koraka.  
Prijelazni koraci počinju kada se sprava povuče natrag i traju do izbačaja. Prestizanje sprave počinje postavljanjem lijeve noge i završava postavljanjem lijeve noge u centralnu poziciju, dakle; lijeva, desna, lijeva, desna-lijeva - gdje je pretposljednji korak kraći. Većina bacača koristi 5 koraka dok neki 3, a neki i 7. Dok bacačka ruka i rame ostaju pasivni iza težišta (kukova), stražnja noga brzo prebacuje težinu tijela na prednju nogu koja je ukopana. Kada se kukom trzne naprijed dolazi do istezanja mišića trupa te se stiče dodatna snaga za izbačaj. Doskok stražnje noge nakon križnog koraka ne smije kočiti prijenos težine i rotaciju kuka. Poželjno je eksplozivno odgurivanje i prijenos težišta sa zadnje na prednju nogu bez kočenja (postiže se mekanim korakom). Taj se korak postiže savijanjem noge u trenutku odraza (kod prijelaza u posljednji korak) te se težište nesmetano kreće prema naprijed. 
Mekani korak omogućuje i jaču torziju trupa, veće istezanje mišića i trupa i veću snagu za bacanje. Nakon zadnjeg križnog koraka i doskoka na lijevu nogu, desna je noga (kod dešnjaka) ispred težišta uzrokujući nagnutost prema nazad. Ta je nagnutost naročito izražena kada se bacač snažno odrazi lijevom nogom tokom križnog koraka. Uoči doskoka to se koljeno pasivno savija i omogućuje nastavak kretanja kukova dok gornji dio tijela ostaje straga. Na taj način velika muskulatura nogu, kukova i trupa proizvodi početnu snagu za bacanje, nakon čega slijede pokreti manje muskulature gornjeg dijela tijela. Tako se postiže refleks istezanja koji proizvodi veću snagu od obične. U trenutku kada su kukovi naprijed, tijelo je u obliku obrnutog slova C, s ramenima povučenim natrag.
Bacanje mora nastupiti čim prije nakon postavljanja prednje noge na tlo (ukopavanja). Prvo se opružanjem desne noge kukovi guraju naprijed i tako se zdjelica postavlja u smjeru bacanja. Gornji dio tijela ostaje straga, a lijevo rame i ruka pomiću se preko prsa te čvrsto blokiraju lijevu stranu. Ako se dobro tempira, blok lijevom rukom završava prije početka kretnje izbačaja pa će koplje još uvijek biti iza bacača. Tako se postiže istezanje prsne muskulature trupa (naročito velikog leđnog mišića). To istezanje zbog "refleksa istezanja" uzrokuje snažnu kontrakciju tih mišića te se bacačka ruka bičastom kretnjom povlači naprijed. Nakon izbačaja koplja mora se obuzdati kretanje tijela prema naprijed jer u protivnom dolazi do prestupa. To se postiže još jednim korakom naprijed.

## Poznati bacači koplja

### Muškarci
- Steve Backley, Velika Britanija
- Egil Danielsen, Norveška
- Breaux Greer, SAD
- Uwe Hohn, Njemačka Demokratska Republika
- Jonni Myyrä, Finska
- Tom Petranoff, SAD
- Tero Pitkämäki, Finska
- Seppo Räty, Finska
- Andreas Thorkildsen, Norveška
- Jan Železný, Češka

### Žene
- Sara Kolak, Hrvatska
- Barbora Špotáková, Češka
- Petra Felke, Istočna Njemačka
- Ruth Fuchs, Istočna Njemačka
- Trine Hattestad, Norveška
- Tiina Lillak, Finska
- Osleidys Menéndez, Kuba
- Tessa Sanderson, Velika Britanija
- Fatima Whitbread, Velika Britanija
- Dana Zátopková, Čehoslovačka

## Rekordi
Svjetski rekord u muškoj kategoriji (98,48 metara) drži Jan Železný iz Češke i postignut je 25. svibnja 1996. godine u Njemačkoj. Kod žena rekord drži čehinja Barbora Špotáková sa 72,28 metara, a rezultat je postignut 13. rujna 2008. godine u Stuttgartu, Njemačka.
| Rang                                  | Rez.  | Atletičar              | Država | Mjesto    | Datum              |
| ------------------------------------- | ----- | ---------------------- | ------ | --------- | ------------------ |
| 1.                                    | 98,48 | Jan Železný            |        | Jena      | 25. svibnja 1996.  |
| 2.                                    | 94,44 | Johannes Vetter        |        | Luzern    | 11. srpnja 2017.   |
| 3.                                    | 93,90 | Thomas Röhler          |        | Doha      | 5. svibnja 2017.   |
| 4.                                    | 93,09 | Aki Parviainen         |        | Kuortane  | 26. lipnja 1999.   |
| 5.                                    | 92,72 | Julius Yego            |        | Peking    | 26. kolovoza 2015. |
| 6.                                    | 92,61 | Sergej Makarov         |        | Sheffield | 30. lipnja 2002.   |
| 7.                                    | 92,60 | Raymond Hecht          |        | Oslo      | 21. srpnja 1995.   |
| 8.                                    | 92,06 | Andreas Hofmann        |        | Offenburg | 2. lipnja 2018.    |
| 9.                                    | 91,69 | Konstadinós Gatsioúdis |        | Kuortane  | 24. lipnja 2000.   |
| 10.                                   | 91,59 | Andreas Thorkildsen    |        | Oslo      | 2. lipnja 2006.    |
| (novo koplje; ažurirano srpanj 2019.) |       |                        |        |           |                    |

| Rang                                  | Rez.  | Atletičar           | Država | Mjesto     | Datum              |
| ------------------------------------- | ----- | ------------------- | ------ | ---------- | ------------------ |
| 1.                                    | 72,28 | Barbora Špotáková   |        | Stuttgart  | 13. rujna 2008.    |
| 2.                                    | 71,99 | Mariya Abakumova    |        | Daegu      | 2. rujna 2011.     |
| 3.                                    | 71,70 | Osleidys Menéndez   |        | Helsinki   | 14. kolovoza 2005. |
| 4.                                    | 70,20 | Christina Obergföll |        | München    | 23. lipnja 2007.   |
| 5.                                    | 69,48 | Trine Hattestad     |        | Oslo       | 28. srpnja 2000.   |
| 6.                                    | 69,35 | Sunette Viljoen     |        | New York   | 9. lipnja 2012.    |
| 7.                                    | 68,92 | Kathryn Mitchell    |        | Gold Coast | 11. travnja 2018.  |
| 8.                                    | 68,43 | Sara Kolak          |        | Lausanne   | 6. srpnja 2017.    |
| 9.                                    | 68,34 | Steffi Nerius       |        | Elstal     | 31. kolovoza 2008. |
| 10.                                   | 67,90 | Christin Hussong    |        | Berlin     | 31. kolovoza 2018. |
| (novo koplje; ažurirano srpanj 2019.) |       |                     |        |            |                    |

## Vanjske poveznice

### Sestrinski projekti
|  | Zajednički poslužitelj ima još gradiva o temi bacanje koplja |

### Mrežna mjesta
- LZMK / Hrvatska enciklopedija: koplje
- LZMK / Proleksis enciklopedija: koplje